# 孙宁 (导演)
孙宁，中国自然纪录片导演，河南广播电视台导演，良品传媒创始人，代表作《大天鹅》、《鹭世界》等，被誉为“亚洲的雅克·贝汉”。《鹭世界》获得第47届国际艾美奖特殊贡献奖、中国纪录片学术盛典长片“十佳作品”等奖项。华中师范大学1992级毕业生。